# Simulium pauliani
Simulium pauliani är en tvåvingeart som beskrevs av Jean Charles Marie Grenier och Doucet 1949. Simulium pauliani ingår i släktet Simulium och familjen knott.
Artens utbredningsområde är Madagaskar. Inga underarter finns listade i Catalogue of Life.